# Lugovoi
Lugovoi - Луговой (rus) és un possiólok del krai de Krasnodar, a Rússia. És a 11 km al sud de Leningràdskaia i a 133 km al nord de Krasnodar. Pertany al possiólok de Pervomaiski.